# Nesrin Baş
Nesrin Baş, née le 25 juin 2002 à Tokat, est une lutteuse turque. 

## Carrière
Nesrin Baş est médaillée de bronze dans la catégorie des moins de 68 kg aux Championnats d'Europe de lutte 2023 à Zagreb.